# Teresita de Castro

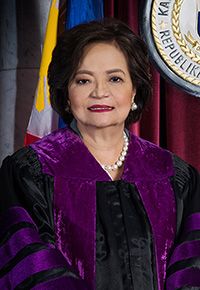
Teresita de Castro (2018)

Teresita Leonardo de Castro (* 10. Oktober 1948 in Manila als Teresita Jose Leonardo) ist eine philippinische Juristin. Sie war von 2007 bis 2018 Richterin am Obersten Gerichtshof der Philippinen und kurz vor ihrer Pensionierung 2018 für 46 Tage als dessen Präsidentin die Oberste Richterin der Philippinen.

## Leben und Wirken
Nach ihrem Schulabschluss 1964 studierte de Castro an der Universität der Philippinen. Dort erwarb sie 1968 cum laude den Titel Bachelor of Arts in Politikwissenschaften und 1972 den Bachelor of Laws. 1972 wurde sie zur philippinischen Anwaltschaft zugelassen, trat aber bereits 1973 als Referendarin am Obersten Gerichtshof in den Dienst der philippinischen Justiz. Von 1975 bis 1978 war sie dort juristische Assistentin des Richters und späteren Obersten Richters Fred Ruiz Castro. Ab 1978 war sie als Rechtsberaterin im philippinischen Justizministerium tätig, wo sie verschiedentlich befördert wurde, bis sie zuletzt Chefberaterin war. 1997 wurde sie zur Richterin am Sandiganbayan einem speziell philippinischen Berufungsgericht, ernannt. Ein Jahr später wurde ihr von Fidel Ramos für ihre „außergewöhnlich verdienstvollen und wertvollen Dienste und bemerkenswerten Leistungen, die dem Interesse an Frieden, Einheit und Fortschritt im südlichen Philippinen dienten und ihr die Dankbarkeit und Bewunderung der philippinischen Nation und des Volkes einbrachten“ die Verdienstmedaille des Präsidenten verliehen. Am 15. Dezember 2004 wurde sie zur Vorsitzenden des Sandiganbayan ernannt. Hier führte sie den Vorsitz in dem Verfahren gegen den ehemaligen Präsidenten Joseph Estrada.
Kurz nach Abschluss des Verfahrens im August 2007 wechselte de Castro als Richterin an den Obersten Gerichtshof. Estrada bezeichnete diese Ernennung als „Belohnung für die rechtswidrige Verurteilung [von ihm]“. Vom 25. August 2018 bis zu ihrem altersbedingten Ausscheiden aus dem Amt als Richterin mit ihrem 70. Geburtstag am 10. Oktober 2018 war de Castro die Präsidentin des Obersten Gerichtshof und damit Oberste Richterin der Philippinen. Nachdem die Ernennung und über fünfjährige Amtszeit ihrer direkten Vorgängerin Maria Lourdes Sereno – unter dem umstrittenen Mitwirken von de Castro, die so über ihre eigene Ernennung indirekt mitentschied – rückwirkend auf den Amtsantritt für null und nichtig erklärt wurde, war de Castro damit nach formeller Zählung die erste Frau in diesem Amt.